# Annemarie van Ees
Annemarie van Ees (Den Haag, 11 juli 1928 - Heemstede, 21 maart 2017) was een Nederlandse hoorspelactrice, een dochter van Jan van Ees uit diens huwelijk met Corry van Os. Grote bekendheid verwierf ze met haar vertolking van de rol van Saskia in de serie Saskia en Jeroen. Ze huwde met de marine-officier W. du Pon en gaf haar carrière op om te zorgen voor haar gezin.

## Hoorspelen (enkel de hoorspelen die nu nog te beluisteren zijn)
1949
- Duif en doffer (Johan Elsensohn - S. de Vries jr.)
- Met de hakken over de sloot (Thornton Wilder - S. de Vries jr.)

1950
- Het kind van de buurvrouw (Herman Bouber - S. de Vries jr.)

1953
- Met eervol ontslag (Terence Rattigan - S. de Vries jr.)

1957
- De onberaden wedder (Rafaël Sabatini - Jan C. Hubert)

1958
- De rivierendokter (W.A. Wagener - S. de Vries jr.)
- Het schilderij (William Dinner & William Morum - S. de Vries jr.)

1959
- David Copperfield (Charles Dickens - Johan Bodegraven)

1961
- De vrouw in het wit (hoorspel) (Wilkie Collins - Dick van Putten)
- De Wilkinsons (Roderick Wilkinson - Johan Bodegraven)

1962
- Ibbeltje (Annie M.G. Schmidt - Wim Ibo)

1963
- De jeugd op eigen wieken (Jan de Vries - Wim Paauw)

1964
- Dodendans (Wolfgang Weyrauch - Coos Mulder)

19??
- De vreemde stem (Marie Luise Kaschnitz - Willem Tollenaar)

- International Standard Name Identifier: 0000 0003 9718 1540
- Nederlandse Thesaurus van Auteursnamen: 304803138
- Virtual International Authority File: 292318982
- WorldCat: E39PCjFHYkB4gvxD8mRGTYDwRX